# Solex

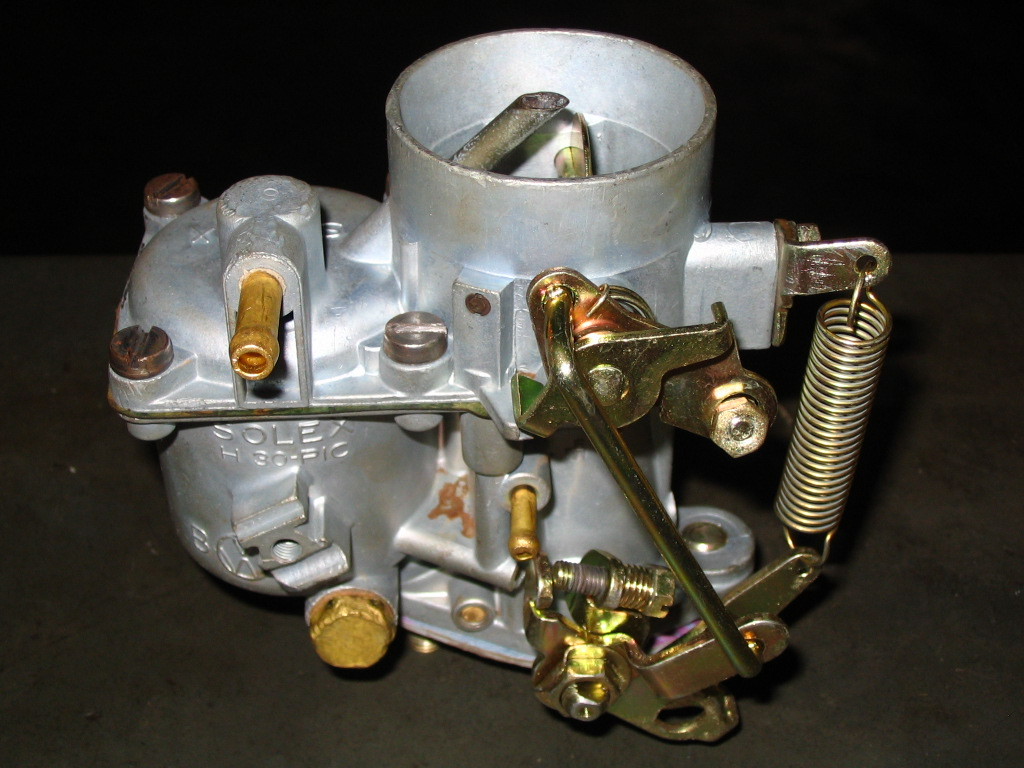
Carburatore Solex H30 per un motore Volkswagen del 1970

La Solex fu un'azienda meccanica fondata nel 1906 da Maurice Goudard (1881-1948) e Marcel Mennesson (1884-1976), compagni della École Centrale Paris, nota per la fabbricazione di carburatori. Il nome Solex è stato anche legato ai ciclomotori VéloSoleX e ai micrometri pneumatici Solex, entrambi prodotti da società emanazioni dell'attività principale di costruzione di carburatori.

## Storia

### Gli inizi
Maurice Goudard e Marcel Mennesson cominciarono a studiare il problema della costruzione di radiatori automobilistici intorno al 1904, anno a cui risale la loro prima domanda di brevetto. Il 5 luglio 1906 Maurice Goudard presentò la domanda di brevetto per il radiatore centrifugo che aveva concepito durante le lezioni all'École centrale. Nell'ottobre dello stesso anno i due, grazie a un capitale messo a disposizione dalla nonna di Mennesson, fondarono la società Goudard & Mennesson, di cui erano anche gli unici impiegati.
Il radiatore di Goudard, tuttavia, a causa del suo sviluppo in profondità anziché, come i radiatori convenzionali, in superficie e della sua antiestetica forma cilindrica, si adattava male al montaggio sulle automobili e quindi si vendeva difficilmente. L'unico mercato che fu trovato fu nei mezzi industriali e sui motori fissi.. Negli anni a seguire, la Goudard & Mennesson, per evitare il fallimento, si convertì parzialmente a lavorazioni di lattoneria, producendo annaffiatoi, tubazioni, serbatoi . Il radiatore centrifugo, comunque, continuava a ricevere migliorie e anche una pompa appositamente progettata. Nel 1909, la Compagnie Générale des Omnibus (C.G.O.) di Parigi bandì un concorso per la fornitura di radiatori per equipaggiare quattrocento autobus. Dopo sei mesi di prove, il radiatore di Goudard fu dichiarato vincitore e la Goudard & Mennesson vinse l'appalto, ma era chiaro il mercato dei radiatori non dava sufficienti sbocchi. La gara della C.G.O. fu una buona pubblicità, che allontanò definitivamente lo spettro del fallimento della società. Fino al 1923 tutti i nuovi mezzi della C.G.O. e della sua erede, la Societé des Trasports en Commun de la Région Parisienne, sarebbero stati equipaggiati con radiatori centrifughi.
Nel 1910 fu presa la decisione di trovare per la Goudard & Mennesson un marchio, che fosse "corto, eufonico, senza significato, e che si pronunciasse nella stessa maniera in tutte le lingue". Nacque così "Solex", che avrebbe contraddistinto tutte le produzioni della società fino alla sua fine.

### L'inizio della produzione di carburatori
Nel 1910 Goudard e Mennesson, nella volontà di ampliare la produzione, decisero di lanciarsi nella fabbricazione di carburatori, acquisendo una piccola ditta di proprietà di Henri-Victor-Jules Jouffret e Jules-Maurice Renée, loro compagni alla Scuola Centrale di Parigi. I quattro depositarono un brevetto il 13 giugno 1910, ma in seguito Jouffret e Renée uscirono dall'affare per dedicarsi ai motori. Abbandonato lo sviluppo del radiatore centrifugo alla metà degli anni 1910
la Goudard & Mennesson ne mantenne la fabbricazione, concentrandosi però sui carburatori e su radiatori piatti, di concezione ordinaria. Il primo maggio 1914 la società si trasferì nella sua sede definitiva, in Avenue de Neuilly 190, a Neuilly-sur-Seine.
Durante la prima guerra mondiale, la società di Goudard e Mennesson era sopravvissuta grazie ai radiatori, ma al termine del conflitto si trovava in grave crisi, soprattutto nei carburatori, con una produzione di 200 pezzi al mese per l'unico cliente rimasto. Furono anche effettuati, senza successo, dei tentativi di vendere la branca carburatori alla Zenith, altro produttore del settore che durante la guerra aveva invece visto crescere notevolmente i suoi profitti.
Il salvataggio giunse da una ditta di rivendita e assistenza d'automobili partecipata della Solex, la quale, grazie a una campagna pubblicitaria ben orchestrata da Goudard, divenne nel 1920 la prima di Parigi, dando fiato all'azienda e ai suoi proprietari come aveva fatto la fornitura della C.G.O. Le sorti dell'azienda si risollevarono alla promessa di André Citroën di considerare i carburatori Solex la scelta prioritaria per l'equipaggiamento delle sue vetture, promessa mantenuta anche dopo la morte di Citroën.
Entro la fine degli anni 1920 l'azienda prese la ragione sociale di Solex.

### La crescita
All'inizio degli anni 1930 la Solex era ormai un'azienda ottimamente avviata e il 95% delle automobili europee di nuova costruzione era dotata di carburatori Solex o Zenith, principale concorrente di Goudard e Mennesson.
L'8 agosto 1930 la Solex brevettò il suo sistema di starter per carburatori, che consentì di sostituire i carburatori supplementari per l'avviamento e gli altri apparati fino ad allora usati.

### La fine dell'indipendenza e le vicende del marchio
Nel 1973 la divisione carburatori fu acquisita dalla Matra, poi dalla Magneti Marelli, poi da Renault e da Motobécane nel 1974.
Il marchio Solex divenne proprietà della Magneti Marelli nel 1994, cambiando il nome in Magneti Marelli France e il 31 maggio 2001 acquistò parzialmente i cespiti (incluso il marchio Solex) da Magneti Marelli Motopropulsion France.
Nel giugno 2004, il marchio Solex fu comprato dal gruppo Cible. Nell'ottobre 2005 fu lanciato l'e-Solex, disegnato da Pininfarina e prodotto in Cina. Nel 2009, la Cible lanciò e-Solex 2.0, con accumulatore litio-polimero.
In America il marchio Velosolex è di proprietà della Velosolex America LLC.

## Carburatori
I carburatori Solex sono stati usati da diversi costruttori automobilistici: Rolls-Royce Motors, Citroën, Volvo, Volkswagen, Porsche, BMW, Alfa Romeo e Mercedes Benz; su licenza la giapponese Mikuni riforniva Toyota, Suzuki, Yamaha e altri. Con l'avvento dell'iniezione elettronica a cavallo degli anni ottanta-novanta, i costruttori di auto non richiesero più carburatori.

## Biciclette motorizzate

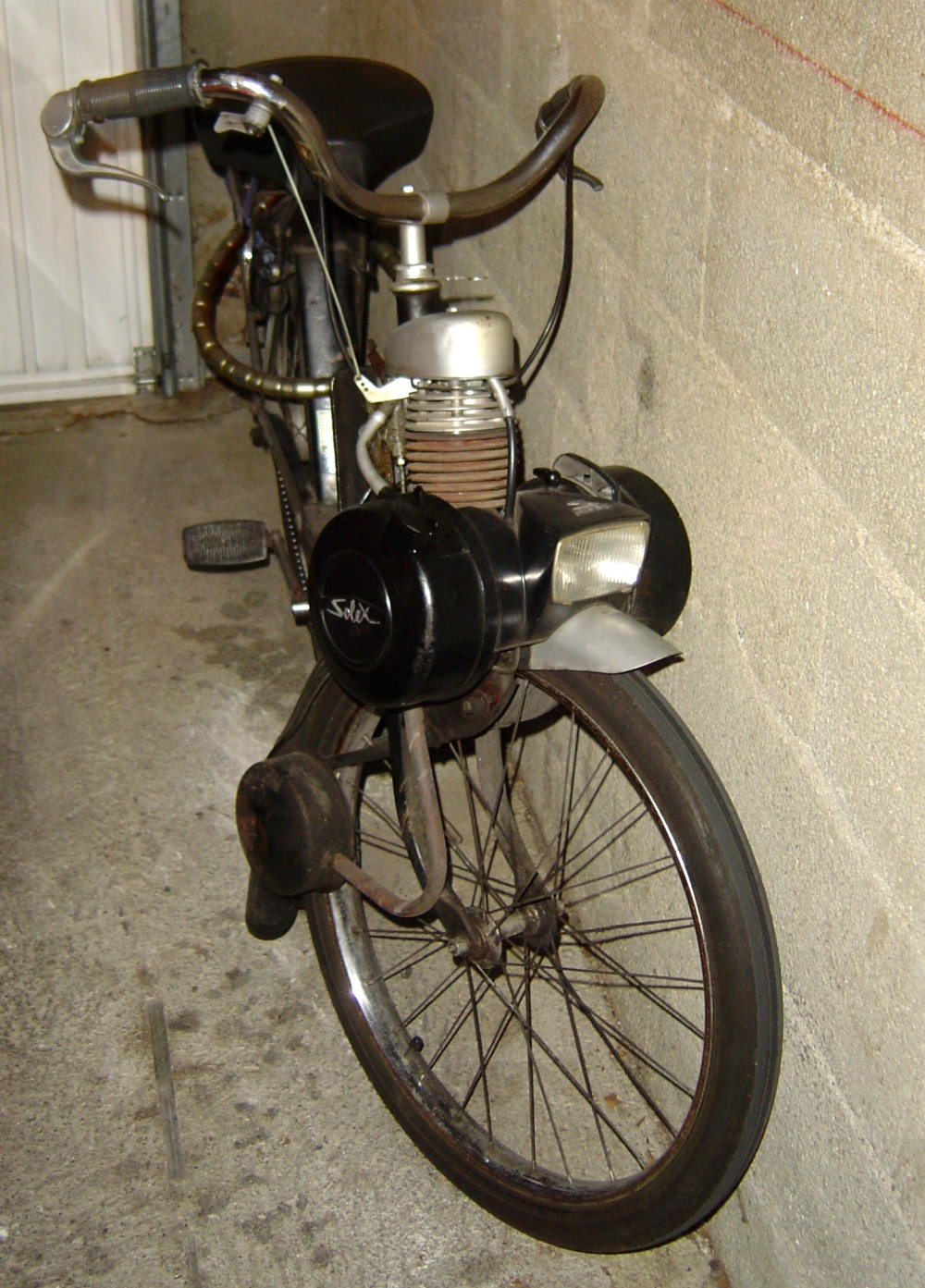
VéloSoleX S3800

Il VéloSoleX è un bicimotore motorizzato prodotto in varie versioni dal 1946 al 1988. Il primo prototipo risale al 1940 ed era dotato di un motore Solex da 45 cm³ con trasmissione a rullo, montato su una bicicletta da uomo Alcyon.